# Цибуля-татарка

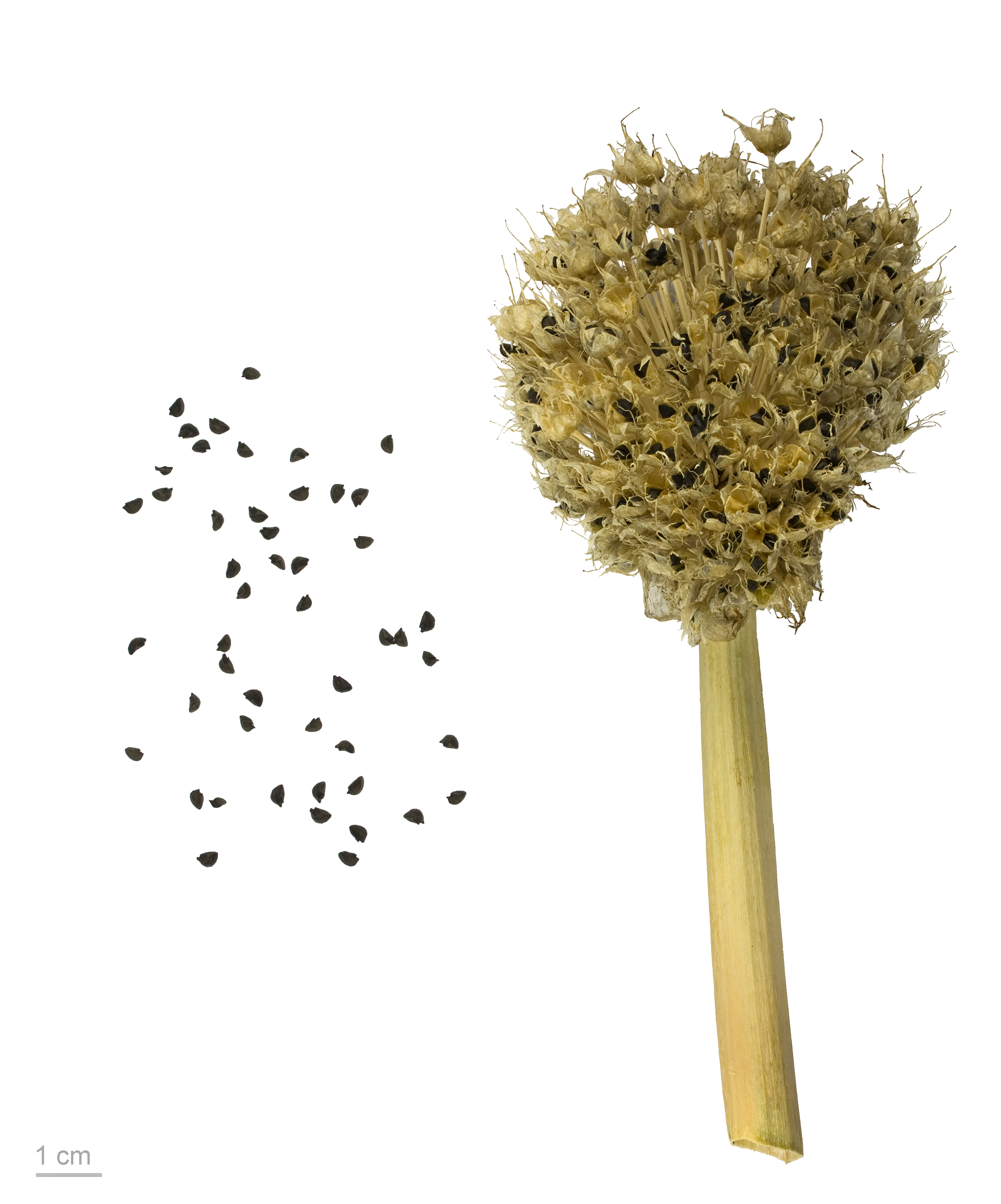
Allium fistulosum — Тулузький музей

Цибуля-татарка, бату́н, семилітка, піщана, або трубчаста, цибуля (Allium fistulosum) — овочева багаторічна трав'яниста рослина родини цибулевих.
У дикому стані росте в Сибіру. Культивується в багатьох країнах; в країнах колишнього СРСР — всюди, особливо в приміських господарствах. За зовнішнім виглядом нагадує цибулю порей. Батун дуже холодостійкий і порівняно посухостійкий. Типових цибулин не утворює. Цибулина несправжня, без закритих соковитих лусок, відкриті соковиті луски переходять в листя. Вирощують батун на перо. На одному місці росте до п'яти років. На 2-3-й рік галузиться, утворюючи на підземному пагоні до 40 гілок.
Урожайність 35—40 т/га. Придатний для вигонки зеленого листа (пера) в теплицях і парниках.

## Хімічний склад
У листі і несправжніх цибулинах містяться цукор, аскорбінова кислота, каротин, вітаміни В1, В2, В3. Аскорбінової кислоти в батуні вдвічі більше, ніж у листі цибулі звичайної. Містяться також солі калію, магнію, заліза та інших елементів.

## Вирощування
Цибуля батун — зимостійка рослина. Росте на легких, суглинних і супіщаних ґрунтах. Розмножують насінням і діленням куща. Насіння висівають навесні і влітку. При однорічному вирощуванні посів проводять в кінці квітня початку травня. При цьому терміні посіву зелену цибулю починають прибирати з липня. При загущених посівах збір його продовжується до листопада, при річному (в середині липня) рослини до осені вкорінюються і досягають збиральної зрілості в травні — червні наступного року. Урожайність становить 6,0-8,5 кг з 1 м².
Для отримання зеленої цибулі в більш ранні терміни застосовують тимчасові плівкові укриття. Завдяки цьому цибуля відростає на 10-15 днів раніше, а зелень виходить більш ніжною і соковитою.
Дво-і трирічні рослини використовують для вигонки зеленої цибулі в зимовий час в теплицях і рано навесні в парниках.
Щоб отримати насіння, рослини цибулі-батуну на 2-3-му році на зелень не прибирають. Вони цвітуть і дають насіння.
Найкращими є сорти Салатний 35 і Грибовський 21.